# Bahnhof Berlin Olympiastadion
Der Bahnhof Berlin Olympiastadion ist ein Bahnhof im Berliner Ortsteil Westend. Er besteht aus einem Vorortbahnhof, der regulär von den Zügen der Berliner S-Bahn bedient wird, sowie einem Kopfbahnhof für Sonderzüge bei Veranstaltungen im nahe gelegenen Olympiastadion. Zur Eröffnung der Rennbahn Grunewald ging der Bahnhof im Mai 1909 unter dem Namen Rennbahn in Betrieb und wurde anlässlich der Olympischen Spiele 1936 umfassend umgebaut. Zwischen 1980 und 1998 ruhte der Verkehr auf der Vorortbahn.

## Lage und Aufbau

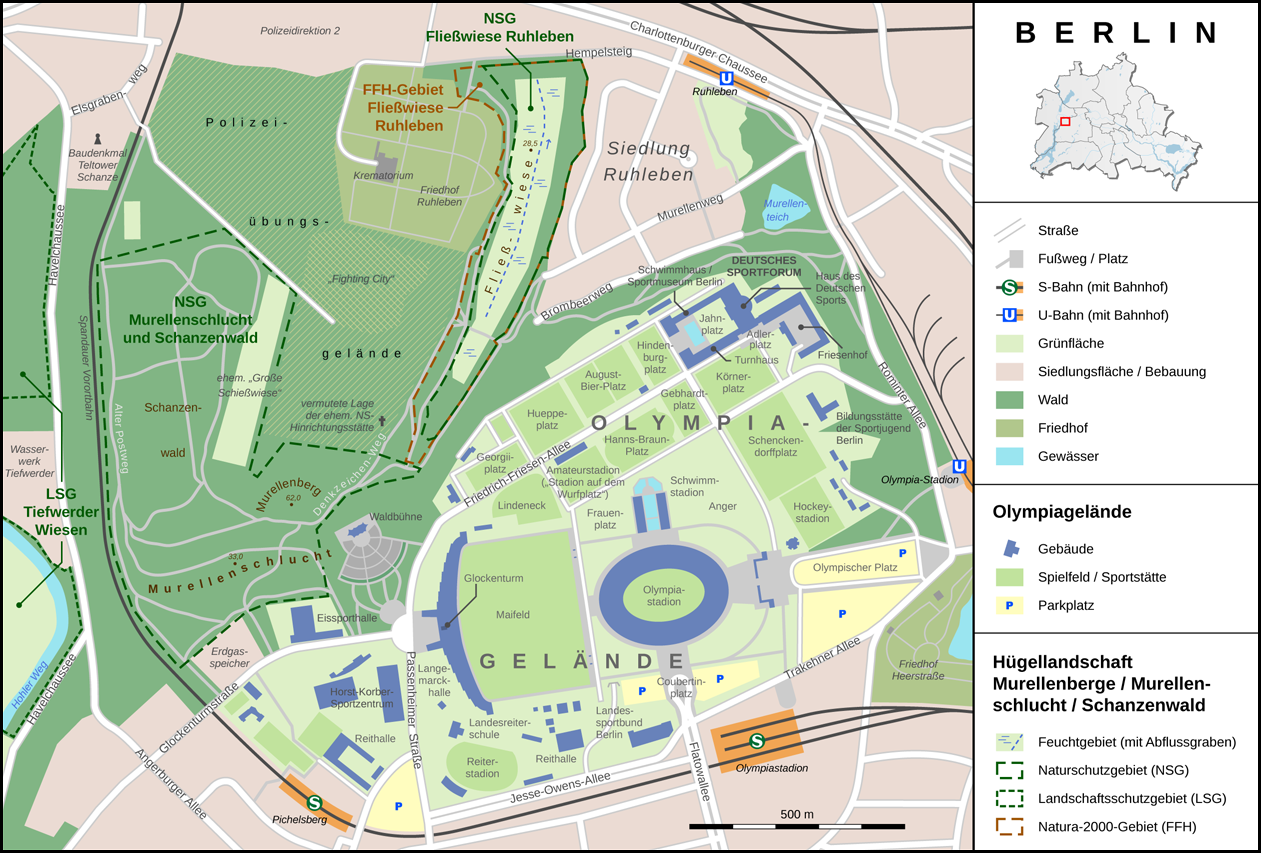
Lage des Bahnhofs am Südrand des Berliner Olympiageländes

Der Bahnhof liegt am Südrand des Olympiageländes am Streckenkilometer 16,2 der Vorortbahn von Westkreuz nach Spandau. Die Anlage verfügt über fünf Bahnsteige mit insgesamt zehn Gleisen, Zu- und Abgänge befinden sich an der Flatowallee am Westende der Bahnsteige sowie auf mittlerer Höhe der Bahnsteige zur nördlich liegenden Trakehner Allee. Der südlichste Bahnsteig dient dem regulären S-Bahn-Verkehr, die übrigen vier Kopfbahnsteige werden bei Veranstaltungen genutzt. Das Empfangsgebäude liegt an der Flatowallee in Höhe des Vorortbahnsteigs.
Die gesamte Anlage ist ein Bestandteil der Gesamtanlage Spandauer Vorortbahn und als solches in der Berliner Landesdenkmalliste aufgeführt.

## Geschichte
Mit der Eröffnung des Bahnhofs ging der erste Streckenabschnitt der Spandauer Vorortbahn in Betrieb. Die Vorortbahn sollte den stetig steigenden Verkehr zwischen den Städten Charlottenburg und Spandau aufnehmen und dabei gleichzeitig neu zu erschließendes Terrain bedienen. Ein Anlieger war der Union-Klub, der im nördlichen Teil des Grunewalds eine Pferderennbahn errichtete und dafür einen Verkehrsanschluss benötigte.
Es wurde zunächst nur der Rennbahnhof errichtet. Dieser umfasste acht Bahnsteiggleise an fünf Bahnsteigen (zwei Seiten-, drei Mittelbahnsteige) sowie dazwischen befindliche Umfahrungsgleise und ein zweigeschossiges Empfangsgebäude, das im nordischen Stil gehalten wurde. Der nördliche Bahnsteig F war ferner für das Verladen von Pferden der nahen Rennbahn vorgesehen, deshalb bestand hier zusätzlich zum Treppenaufgang eine Rampe. Während der Bauarbeiten bestand ein Anschlussgleis zur bestehenden Fernbahnstrecke Charlottenburg – Spandau sowie eine schmalspurige Materialbahn zum Stößensee, wo gleichzeitig die Arbeiten zum Bau der Döberitzer Heerstraße einschließlich der Freybrücke und Stößenseebrücke am Laufen waren.
Die Eröffnung des Bahnhofs Rennbahn fand am 23. Mai 1909 statt. Am gleichen Tag wurde die Rennbahn Grunewald in Anwesenheit von Kaiser Wilhelm II. eingeweiht. Der Verkehr beschränkte sich zunächst auf Sonderzüge an den Renntagen. Am 5. September 1911 ging zusammen mit der Gesamtstrecke der südliche Vorortbahnsteig A in Betrieb. Westlich der Bahnsteigenden erhielt dieser eine Kehranlage, um bei kleineren Veranstaltungen Züge enden zu lassen, ohne den Rennbahnhof in Betrieb zu nehmen.
Am 23. August 1928 wurde der Bahnhof an das elektrische Vorortnetz angeschlossen, aus dem 1930 die Berliner S-Bahn hervorging. Zum 15. Mai 1930 erfolgte die Umbenennung in Stadion – Rennbahn Grunewald, um Bezug auf das Grunewaldstadion zu nehmen, das 1913 innerhalb der Rennbahn angelegt wurde.

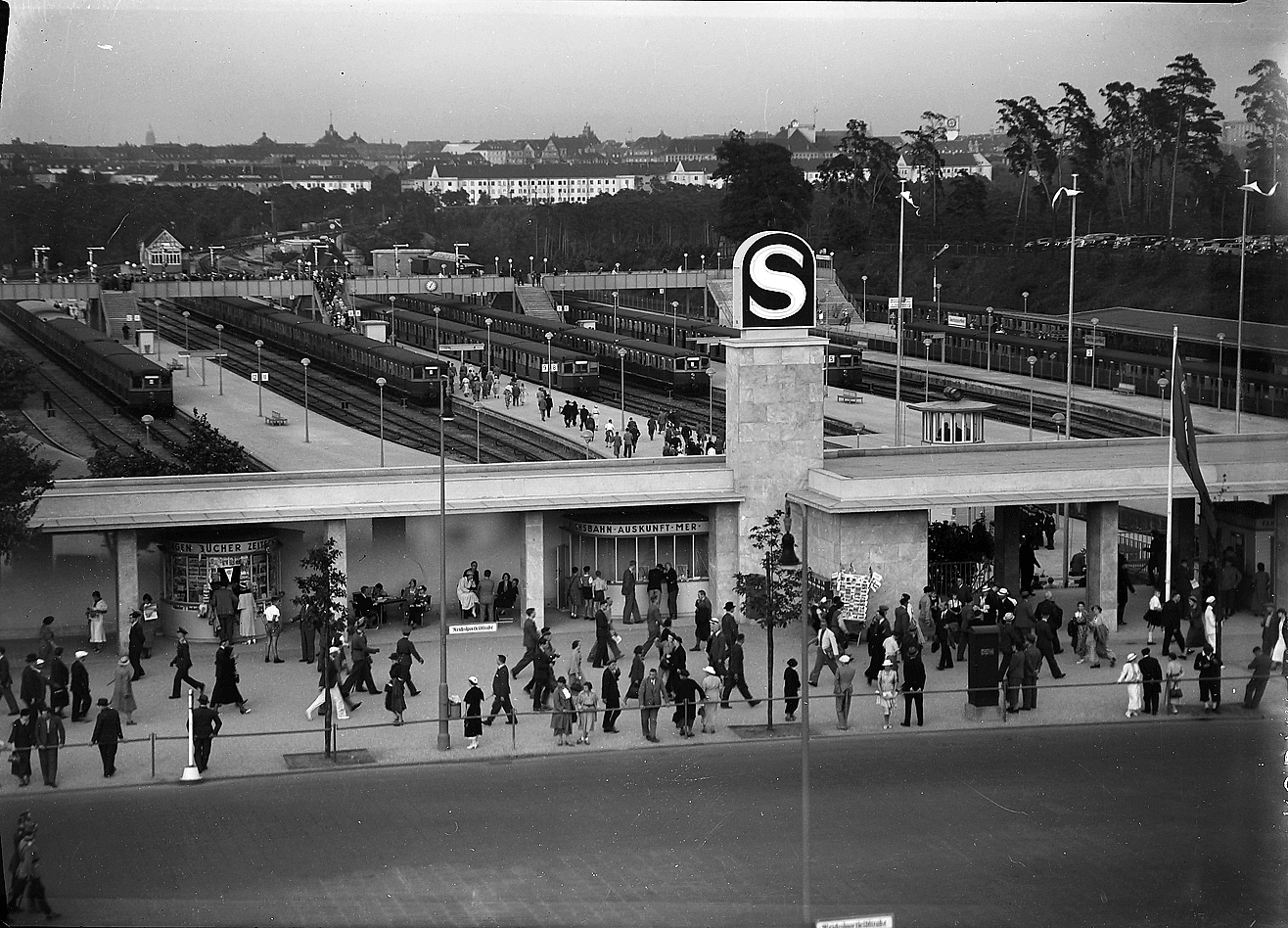
Bahnhof während der Olympischen Spiele 1936

Mit Vergabe der Olympischen Spiele an die Reichshauptstadt erfolgte der Umbau des Geländes zum Reichssportfeld, dem heutigen Olympiagelände. Der Bahnhof wurde hierzu am 1. Mai 1935 in Reichssportfeld umbenannt und in diesem Zeitraum nach Plänen von Fritz Hane erweitert. Das Empfangsgebäude wich einer offenen Halle, die für die Abfertigung der Besucherströme besser geeignet schien. Zudem ging die Fußgängerbrücke mit Ausgang Trakehner Allee in Betrieb. Ferner errichtete die Deutsche Reichsbahn ein elektromechanisches Stellwerk – Rsa später Osa (Olympiastadion-Abzweigstelle) – nahe dem benachbarten Bahnhof Heerstraße sowie selbsttätige Gleisfreimeldeanlagen. Die Kapazität wurde so auf 48.000 Besucher pro Stunde gesteigert.
Während des Zweiten Weltkriegs kam es mit näherrückender Front zu wiederholten Betriebseinschränkungen. Zwischen dem 27. April 1945 und dem 9. Juni 1945 ruhte der Verkehr vollständig.

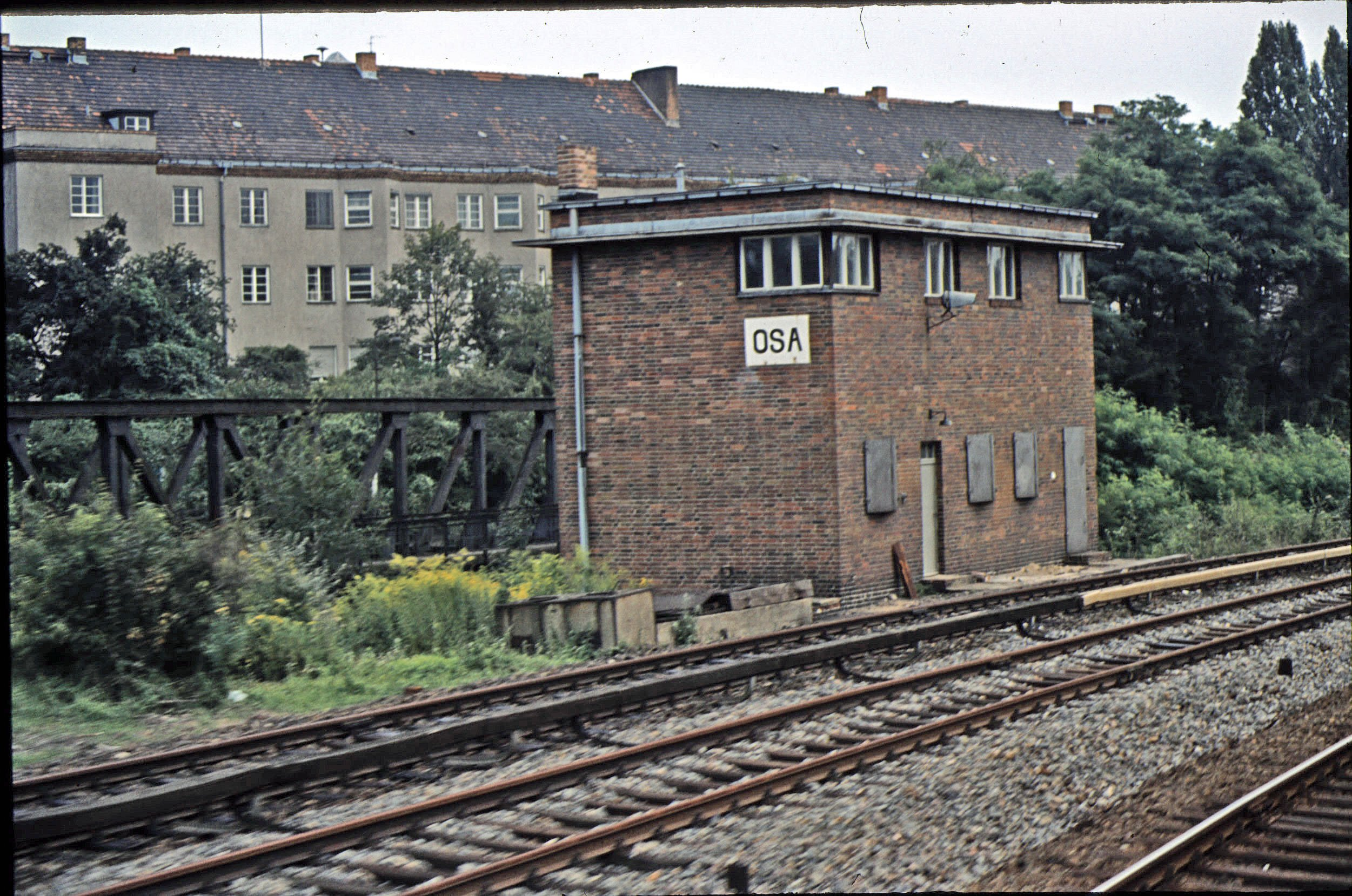
Stellwerk Osa an der Einfahrt zum Sonderbahnhof Olympiastadion, 1977

Zum 29. Mai 1960 benannte die Deutsche Reichsbahn den Bahnhof in Olympiastadion um. Etwa ein Jahr darauf rief der West-Berliner Senat anlässlich des Mauerbaus zum Boykott der von der Deutschen Reichsbahn betriebenen S-Bahn auf. Der Verkehr am Bahnhof Olympiastadion ging danach, wie in weiten Teilen des Netzes, drastisch zurück. Dennoch setzte die Deutsche Reichsbahn bei diversen Veranstaltungen Züge zum Sonderbahnhof ein. Neben den Ligaspielen von Hertha BSC waren dies unter anderem die Spiele der Fußball-Weltmeisterschaft 1974 sowie der Deutsche Evangelische Kirchentag 1977.
Nach dem Reichsbahnerstreik 1980 stellte die Reichsbahn den Verkehr auf der Spandauer Vorortbahn am 19. September 1980 ein. Nach der Übergabe der Betriebsrechte an die Berliner Verkehrsbetriebe (BVG) Anfang 1984 beabsichtigten diese und der Berliner Senat eine Wiederinbetriebnahme der Strecke. Die Arbeiten hierzu fanden in den 1990er Jahren statt.

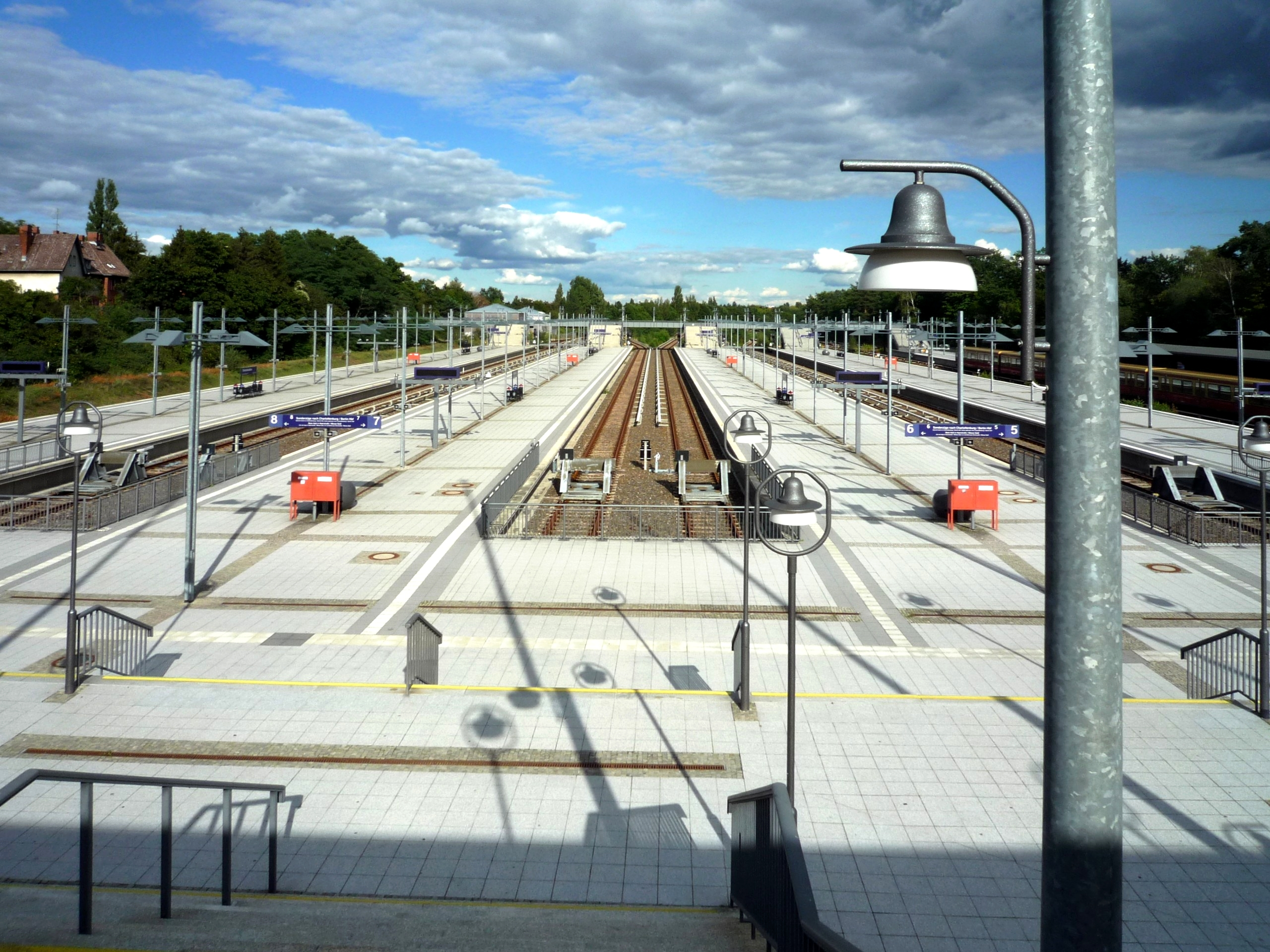
Blick von der Flatowallee auf Gleise des Sonderbahnhofs

Für den Wiederaufbau wurden weite Teile der Anlage abgetragen und neu aufgebaut, darunter sämtliche Bahnsteige und die Fußgängerbrücke zur Trakehner Allee. Der Sonderbahnsteig F wurde aufgegeben. Am 16. Januar 1998 gingen mit der Wiedereröffnung des Streckenabschnitts Westkreuz – Pichelsberg der Vorortbahnsteig A und der Sonderbahnsteig B, nun mit zwei Bahnsteigkanten, in Betrieb. Die übrigen drei Bahnsteige folgten anlässlich des Jubiläums „75 Jahre S-Bahn“ am 29. Mai 1999. Der Veranstaltungsbahnhof verfügt seitdem über eine Kapazität von 40.000 Reisenden in der Stunde. Ein ausverkauftes Olympiastadion könnte mit der S-Bahn rechnerisch in weniger als zwei Stunden „geleert“ werden.
Entgegen dem Regelabfertigungsverfahren ZAT erfolgt an den Sonderbahnsteigen die Zugabfertigung durch eine örtliche Aufsicht.

## Verkehr
Der Bahnhof wird aktuell von den Linien S3 und S9 der S-Bahn Berlin bedient, es besteht eine Umsteigemöglichkeit zu den Omnibuslinien M49 und 218 der BVG an der Haltestelle Flatowallee/Olympiastadion. Von 1936 bis 1966 bestand ein Anschluss an das Berliner Straßenbahnnetz, der fast ausschließlich bei Veranstaltungen bedient wurde.
| Linie | Verlauf |
| ----- | --- |
|       | Spandau – Stresow – Pichelsberg – Olympiastadion – Heerstraße – Messe Süd – Westkreuz – Charlottenburg – Savignyplatz – Zoologischer Garten – Tiergarten – Bellevue – Hauptbahnhof – Friedrichstraße – Hackescher Markt – Alexanderplatz – Jannowitzbrücke – Ostbahnhof – Warschauer Straße – Ostkreuz – Rummelsburg – Betriebsbahnhof Rummelsburg – Karlshorst – Wuhlheide – Köpenick – Hirschgarten – Friedrichshagen – Rahnsdorf – Wilhelmshagen – Erkner                 |
|       | Spandau – Stresow – Pichelsberg – Olympiastadion – Heerstraße – Messe Süd – Westkreuz – Charlottenburg – Savignyplatz – Zoologischer Garten – Tiergarten – Bellevue – Hauptbahnhof – Friedrichstraße – Hackescher Markt – Alexanderplatz – Jannowitzbrücke – Ostbahnhof – Warschauer Straße – Treptower Park – Plänterwald – Baumschulenweg – Schöneweide – Johannisthal – Adlershof – Altglienicke – Grünbergallee – Schönefeld (bei Berlin) – Waßmannsdorf – Flughafen BER |